# حزقيال فرنانديز
حزقيال فرنانديز (بالإسبانية: Juan Fernández)‏ هو متسابق بياثل أرجنتيني، ولد في 17 سبتمبر 1963.

## وصلات خارجية
- حزقيال فرنانديز على موقع IBU (الإنجليزية)
- حزقيال فرنانديز على موقع أوليمبيديا (الإنجليزية)